# 훈장은 녹슬지 않는다
"훈장은 녹슬지 않는다"는 1966년 공개된 대한민국의 영화이다.

## 배역
- 최무룡
- 김지미
- 곽규석
- 박기택